# Myrcia piauhiensis
Myrcia piauhiensis é uma espécie de planta do gênero Myrcia. É endêmica ao Brasil, ocorrendo nos estados de Tocantins, Piauí, Minas Gerais, Mato Grosso, Goiás, Bahia e no Distrito Federal. De acordo com a União Internacional para a Conservação da Natureza, seu estado de conservação é pouco preocupante.